# Алтамаш
Алтама́ш (рос. Алтамаш) — селище у складі Таштагольського району Кемеровської області, Росія. Адміністративний центр Коуринського сільського поселення.

## Населення
Населення — 303 особи (2010; 392 у 2002).
Національний склад (станом на 2002 рік):
- росіяни — 89 %